# Международно семехранилище
Международното семехранилище на остров Шпицберген от архипелага Свалбард (на норвежки: Globalt sikkerhetshvelv for frø på Svalbard) е тунелно хранилище, в което се съхраняват на безопасно място образци от семена на основните селскостопански култури.
Международната банка-семехранилище за посадъчен материал е създадена под егидата на ООН за съхранение на семена на всички селскостопански растения, съществуващи по света. Проектът е финансиран от Норвегия и струва 9 милиона щатски долара. Собствен отсек в семехранилището има всяка страна. Задачата на семехранилището е да предотврати унищожението на семената в резултат от възможна глобална катастрофа, например падане на астероид, ядрена война или глобално затопляне.
Намира се на дълбочина 120 м и на височина 130 м над морското равнище в шпицбергенския главен град Лонгирбюен. Банката е оборудвана с взривобезопасни врати и шлюзови камери. Съхранението на семената се обезпечава от хладилната инсталация, способна да работи с горивото на местните въглища, и вечната замръзналост. Семената се съхраняват увити в алуминиево фолио при температура от -20 до -30 °C.
Свалбард е избран за местоположение на хранилището заради вечната замръзналост и ниската тектонична активност.